# Thorsten Schick
Thorsten Schick (sinh ngày 19 tháng 5 năm 1990) là một cầu thủ bóng đá người Áo thi đấu cho Young Boys.
Anh là một phần của đội hình Young Boys giành chức vô địch tại Giải bóng đá vô địch quốc gia Thụy Sĩ 2017-18, danh hiệu đầu tiên sau 32 năm.

## Danh hiệu
Young Boys
- Giải bóng đá vô địch quốc gia Thụy Sĩ: 2017-18